# Paul Dummett
Paul Dummett (* 26. September 1991 in Newcastle upon Tyne, England) ist ein walisischer Fußballnationalspieler, der von 2014 bis 2019 für die walisische Nationalmannschaft gespielt hat. Der 1,83 Meter große sowohl links als auch in der Mitte einsetzbare Abwehrspieler stand von 2010 bis 2024 bei Newcastle United unter Vertrag, wo er seit seiner Jugend spielte.

## Sportlicher Werdegang
Dummett begann bei seinem Heimatverein Newcastle United als Jugendlicher und war Kapitän der Reservemannschaft. In seiner ersten Premier-League-Saison wurde er aber an den Fünftligisten FC Gateshead ausgeliehen, für den er im März und April 2012 zehn Spiele bestritt. Zur nächsten Saison wurde er dann an den schottischen Erstligisten FC St. Mirren verliehen, für den er zunächst 16 Spiele bestritt. Nach einem FA-Cup-Spiel am 5. Januar 2013 für Newcastle, durch das ein Traum für ihn wahr wurde, wurde er erneut an die Schotten verliehen, bei denen er in 14 Spielen mithalf, dass der Verein als Vorletzter nicht absteigen musste. Im Scottish League Cup 2012/13 erreichte er mit St. Mirren das Finale und gewann es mit 3:2 gegen Heart of Midlothian. Seit der Saison 2013/14 spielt er für Newcastle United und wurde mit dem Verein zunächst Zehnter. Am 23. Mai 2014 foulte er beim Spiel gegen den FC Liverpool den Uruguayer Luis Suárez wofür er die später revidierte Rote Karte erhielt. Da sich Suárez in dem Spiel am Knie verletzte, wodurch seine Chancen sanken, bei der WM 2014 zum Einsatz zu kommen, erhielt Dummett online-Todesdrohungen aus Uruguay. Suárez konnte dann aber bei der WM spielen.
In den beiden folgenden Spielzeiten ging es dann mit Newcastle bergab: zunächst wurden sie 15. und dann 18., womit der Verein absteigen musste. Als Zweitligameister gelang aber der direkte Wiederaufstieg. Als Aufsteiger erreichten sie Platz 10. Danach etablierte sich der Verein im Mittelfeld der Tabelle, erreichte aber in der Saison 2022/23 den vierten Platz und qualifizierte sich damit für die UEFA Champions League 2023/24, belegte in einer Gruppe mit Borussia Dortmund, Paris Saint-Germain und der AC Mailand nur den vierten Platz. Immerhin gelang gegen Paris im Heimspiel ein 4:1-Sieg. Dummett saß in den sechs Spielen aber nur auf der Bank. 
Nach der Saison, in der Newcastle den siebten Platz belegte, wechselte er zum Drittligisten Wigan Athletic. Nach nur drei Kurzeinsätzen wechselte er im Januar 2025 zum Viertligisten Carlisle United, der in der Vorsaison aus der dritten Liga abgestiegen war und auch in der vierten Liga, wo er drei Kurzeinsätze hatte, wieder auf einem Abstiegsplatz landete.

## Nationalmannschaft
Da seine Großeltern Waliser sind, kann er, obwohl in England geboren, international für Wales spielen. 2012 wurde er in einem Qualifikationsspiel für die U-21-EM 2013 erstmals für Wales eingesetzt.
Am 4. Juni 2014 bestritt er dann – nachdem sich die Waliser ohne seine Mitwirkung zum ersten Mal für eine EM-Endrunde qualifiziert hatten – mit 23 Jahren sein erstes Länderspiel mit der A-Nationalmannschaft. Beim Freundschaftsspiel gegen die Niederlande, dem letzten Testspiel der Oranjes vor der WM 2014, das die Waliser mit 0:2 verloren, wurde er in der 83. Minute für Neil Taylor eingewechselt. Die Niederländer waren dann auch Gegner bei seinem zweiten Länderspiel am 13. November 2015 wo er wieder für Taylor eingewechselt wurde. Am 9. Mai 2016 wurde er in den vorläufigen Kader für die EM 2016 berufen, mit dem am 23. Mai ein Trainingslager in Portugal begann. Er wurde dann aber letztlich nicht für den endgültigen Kader berücksichtigt.
In der UEFA Nations League 2018/19 hatte er nach fast drei Jahren ohne Länderspiel wieder zwei Einsätze.

## Erfolge
- Schottischer Ligapokalsieger 2012/13
- Englischer Zweitligameister 2016/17